# حسين القبيل
الفريق أول حسين بن عبد الله القبيل من مواليد الرياض عام 1361ھ (1942) عسكري وضابط أركان سعودي؛ شغل عدداً من المناصب من أبرزها ركن تعليم معهد سلاح المدرعات، وقائد مدرسة استخبارات وأمن القوات المسلحة، وقائد معهد سلاح المدرعات، وقائد مجموعة الملك عبد العزيز العشرين بالتكليف أثناء تواجد القوات المسلحة السعودية بالكويت، وقائد مجموعة لواء الملك خالد الرابع رسمياً بعد عودة القوات من الكويت، وقائد الكلية الملكية الحربية، وقائد سلاح المدرعات، وقائد المنطقة الجنوبية، ونائب قائد القوات البرية، وقائد القوات البرية، ونائباً لرئيس هيئة الأركان العامة حتى ترقيته إلى رتبة فريق أول ركن وتعيينه قائدا عاما للقوات المسلحة السعودية خلفا للفريق صالح بن علي المحيا.